# 19140 Янсміт
19140 Янсміт (19140 Jansmit) — астероїд головного поясу, відкритий 2 вересня 1989 року.
Тіссеранів параметр щодо Юпітера — 3,441.